# Muzej Toulouse-Lautrec
Muzej Toulouse-Lautrec (francosko Musée Toulouse-Lautrec) je umetniški muzej v Albiju na jugu Francije in je posvečen predvsem delu slikarja Henrija de Toulouse-Lautreca, ki se je rodil v bližini Albija.
Muzej je bil odprt leta 1922 in stoji v zgodovinskem središču Albija, v palači Palais de la Berbie, nekoč škofijski palači, impozantni trdnjavi, dokončani konec 13. stoletja. 
Muzej hrani več kot tisoč del Toulouse-Lautreca, največje zbirke na svetu. Temelji na donaciji matere Toulouse-Lautreca po njegovi smrti leta 1901. Letno sprejme skoraj 175.000 obiskovalcev in se po obisku uvršča med vodilne muzeje Oksitanije

## Zgodovina
Stoji v zgodovinskem središču Albija, v bližini stolnice sv. Cécilije, s katero tvori edinstven arhitekturni sklop iz rdečih opek na svetu, je mogočna trdnjava iz 13. stoletja, do leta 1905 rezidenca škofov Albija, datum, ko zaradi zakona o ločitvi Cerkve in države postane last departmaja.
Ko je Lautrec leta 1901 umrl, so starši, dediči njegovega dela, ga poskušali podariti muzeju. Soočena z zavrnitvijo pariških muzejev je njegova mati, grofica Adèle iz Toulouse-Lautrec, predlagala to darilo mestu Albi. Mestna hiša je že nekaj let negovala idejo o ustanovitvi muzeja in je imela prostore, ki so zdaj uporabljeni za donacijo. Vendar se je s prvo svetovno vojno projekt zavlekel in končno so 30. julija 1922 odprli prve razstavne dvorane.
Muzej je doživel velik program prestrukturiranja od leta 2001 do 2012. Po treh mesecih zaprtja je muzej 2. aprila 2012 ponovno odprl svoja vrata za javnost .
Zbirke so razporejene v pritličju in dveh nadstropjih. Med sobami cabinet des dessins z risbami skriva krhke risbe in litografije.

## Zbirke
Po donaciji grofice Adèle je muzej depozitar slikarjevega dela. Z več kot tisoč deli, slikami, litografijami, risbami in plakati (zlasti iz kabareta) ima največjo zbirko, posvečeno Toulouse-Lautrecu na svetu .
V muzeju je enaintrideset plakatov in več kot dvesto litografij, ki opozarjajo na Belle Époque.
Tako ubesedi celotno umetnikovo delo od njegove prve kompozicije o konjih, L'artilleur sellant son cheval (1879), do zadnjega platna Un examen à la faculté de Paris prek večja dela, kot sta Au salon na rue des Moulins ali plakat Moulin rouge - La Goulue.
Poleg te obsežne zbirke muzej Albi predstavlja zbirke antične ali moderne umetnosti, prijateljev ali sodobnikov Henrija de Toulouse-Lautreca, pa tudi umetnike, ki so živeli v Parizu med obema vojnama.
Zbirka antične umetnosti vključuje cerkev Santa Maria della Salute v Benetkah Francesca Guardija, ki izhaja iz zbirke kardinala Bernisa, dve izjemni upodobitvi svetnikov Georga de La Tourja ter dela slikarjev, kot so Luca Giordano (Odhod Jakoba iz Labana) in portretista Hyacinthe Rigauda ter slike Camilla Corota. V smislu moderne umetnosti muzej posebej predstavlja slike Émila Bernarda, Édouarda Vuillarda, Pierra Bonnarda, Mauricea Denisa, Félixa Vallottona, Henrija Matissa in Georgesa Rouaulta.
Muzej je bogat s skulpturami in predstavlja dela avtorja Augusta Rodina (poprsje Honoré de Balzaca); Aristide Maillol, Alberta Bouquillona in Paula Belmonda.